# جمال عمار
جمال عمار (22 يونيو 1945 -1 يناير 2006) مخرج مصري.

## حياته
حصل على شهادة دبلوم المعهد العالي للسينما قسم الإخراج عام 1965. ثم عمل كمساعد مخرج مع عدد من المخرجين منهم نيازي مصطفي وعباس كامل. سافر إلى بيروت عام 1968 واستقر بها حتى عام 1971 حيت أخرج عدداً من الأفلام ثم أخرج عدد من المسلسلات التلفزيونية. 
كتب قصة وسيناريو وحوار فيلم رجال في عيون امرأة عام 1987 كذلك كتب القصة والحوار والسيناريو لعدد من الأفلام منها الجوازة دي مش لازم تتم عام 1988 وفيلم كله بيلعب على كله - ننوسة عام 1992.

## أعماله
له العديد من الأعمال أهمها:
- رجل في عيون امرأة بطولة إلهام شاهين وحاتم ذو الفقار
- نوسة بطولة سحر حمدي وصلاح قابيل
- كله بيلعب على كله بطولة سعيد صالح ويونس شلبي ونجوى فؤاد
- الراقصة والسجان بطولة حكيم (مغني) وأحمد بدير وعايدة رياض
- الجوازة دي مش لازم تتم بطولة حسين فهمي وبوسي
- إمبراطورية الجيارة بطولة فريد شوقي وحلمي عبد الباقي ونجوى فؤاد

## وصلات خارجية
- جمال عمار على موقع الدهليز
- جمال عمار على موقع قاعدة بيانات الأفلام العربية